# Mont-près-Chambord
Mont-près-Chambord é uma comuna francesa na região administrativa do Centro, no departamento Loir-et-Cher. Estende-se por uma área de 28,43 km². Em 2010 a comuna tinha 3 395 habitantes (densidade: 119,4 hab./km²).